# Krassóbarlang
Krassóbarlang románul: Peștere, falu Romániában, a Bánságban, Krassó-Szörény megyében.

## Fekvése
Karánsebestől északra fekvő település.

## Története
Krassóbarlang nevét 1577-ben említette először oklevél Pestere néven.
1584-ben Pesthjere, 1577-ben Alsó-Pestere, Felsö-Pestere, 1600–1700 között  Pestere, 1717  Pestera, 1808-ban Pestere, Pestyere, 1913-ban Krassóbarlang néven volt említve.
1851-ben Fényes Elek írta a településről
Pestyere, Krassó vármegyében, a Temes mellett, 747  óhitü lakossal, s anyatemplommal. Birja Theodory család.
A trianoni békeszerződés előtt Krassó-Szörény vármegye Temesi Járásához tartozott.
1910-ben 596 lakosából 3 magyar, 6 német, 586 román volt. Ebből 585 görög keleti ortodox volt.